# Фатална љубав
Фатална љубав е седмият албум на Цеца, издаден през 1995 година от Lucky Sound & ПГП РТС. Съдържа 9 песни.

## Песни
1. Није монотонија
2. Злато срећан пут
3. Знам
4. Иди док си млад
5. Волела сам волела
6. Шта још можеш да ми даш
7. Фатална љубав
8. Да ли то љубав прави од нас слабиће
9. Београд

Текст на песни 1,2,4,7,8 – Марина Туцакович, текст на песен 3 - Любо Йовович, текст на песен 5 - Милич Вукашинович, текст на песен 6 - Бора Джорджевич, текст на песен 9 - Един Дервишхалидович. Музика на песни 1,7,8,9 - Александър Радулович-Фута, музика на песни 2,6 - Оливер Мандич, музика на песен 3 - Лео Джокай и Ненад Кнежевич, музика на песен 4 - Александър Милич - Мили, музика на песен 5 – Милич Вукашинович. Аранжимент на всички песни – Александър Радулович-Фута.